# Henrique Oswald
Henrique Oswald (Rio de Janeiro, 14 d'abril de 1852 — Rio de Janeiro, 9 de juny de 1931) fou un compositor brasiler, descendent de família suïssa.
Començà els seus estudis en la seva pàtria, traslladant-se a Florència (Itàlia) el 1868, per perfeccionar els seus estudis sota la direcció dels mestres Henry Ketten, Buonamice, Maglioni i Crazzini. A Florència fou professor de piano, donant a conèixer en diversos concerts composicions seves que assoliren un gran èxit.
Durant la seva estada a Europa realitzà, també, diverses tournées pel Brasil per a donar a conèixer les seves composicions. Oferí, a més, audicions integrals de les seves obres a París el 1897 i 1901, una a le Havre el mateix any i una altra a Múnic el 1906. El 1903 fou nomenat director de l'Institut nacional de Rio de Janeiro, càrrec que ocupà fins al 1906.
Era membre de la Reial Acadèmia de Florència, oficial d'Instrucció pública de França i havia rebut la medalla del rei Albert I de Bèlgica.

## Obres
- La Creu d'Or, òpera en tres actes.
- Le Yate, òpera en dos actes.
- Il Néo, òpera en un acte.
- Suite, per a orquestra.
- Una Simfonia.
- Una Simfonietta.
- Un Concert, per a piano i orquestra.
- Un Concert, per a violí i orquestra.
- Variacions, per a piano i orquestra.
- Dos Preludi i fuga, per a orquestra.
- Un Quintet.
- Cinc Quartets.
- Una Sonata, per a piano i violí.
- Una Sonata, per a piano i violoncel.
- Una Sonata, per a orgue.
- Tres Trio.
- Quatre Fugues, per a orgue.
- Un Octet.
- Una Missa, a quatre veus.
- I diverses composicions per a cant, orgue, piano, violí, violoncel i orquestra d'arc.